# 킹 도노반

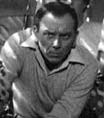

킹 도너번(King Donovan, 1918년 1월 25일 ~ 1987년 6월 30일)은 미국의 영화 감독, 배우, 연극 배우, 텔레비전 배우이다.
맨해튼에서 태어났다.

## 영화
- 비버리 힐빌리즈 - TV 영화 (1981년)
- 스릴 오브 잇 올 (1963년)
- 교수목 (1959년) - 원더 역
- 퍼펙트 퍼로 (1959년)
- 카우보이 (1958년)
- 흑과 백 (1958년)
- 외계의 침입자 (1956년) - 잭 벨리첵 역
- 세븐 리틀 포이스 (1955년)
- 프라이빗 헬 36 (1954년)
- 부러진 창 (1954년)
- 캐디 (1953년)
- 쓰리 세일러스 앤 어 걸 (1953년)
- 이지 투 러브 (1953년)
- 심해에서 온 괴물 (1953년)
- 메리 위도우 (1952년)
- 사랑은 비를 타고 (1952년)
- 스톰 워닝 (1951년)
- 컴 필 더 컵 (1951년)
- 외야의 천사들 (1951년)
- 원 웨이 스트리트 (1950년)
- 사이드 스트리트 (1950년)
- 미스테리 스트리트 (1950년)
- 나는 전쟁 신부 (1949년)